# Стеншевко
Стеншевко (пол. Stęszewko, нім. Stenschewko) — село в Польщі, у гміні Победзиська Познанського повіту Великопольського воєводства.
Населення — 323 особи (2011).
У 1975-1998 роках село належало до Познанського воєводства.

## Демографія
Демографічна структура станом на 31 березня 2011 року:
|          | Загалом | Допрацездатний вік | Працездатний вік | Постпрацездатний вік |
| -------- | ------- | ------------------ | ---------------- | -------------------- |
| Чоловіки | 159     | 25                 | 117              | 17                   |
| Жінки    | 164     | 25                 | 98               | 41                   |
| Разом    | 323     | 50                 | 215              | 58                   |